# Айнзидельштрассе, 36-46а
Айнзидельштрассе, 36-46а (нем. Einsiedelstraße 36-46a) — жилой комплекс рядного (блокированного) типа на улице Айнзидельштрассе в Бенрате (Дюссельдорф, Германия). Памятник архитектуры, охраняется законом, зарегистрированный под номерами 05111000 и A 1445. Поставлен на учёт 02.10.1998.

## Из история постройки
На восточной стороне улицы Айнзидельштрассе расположен ряд двухэтажных блокированных домов с садовыми участками. Вокруг расположены другие жилые здания подобной этажности. Эти рядные дома с садовыми участками, предназначенные для рабочих семей были построены в 1922 году фирмой «Капито и Кляйн» (Capito&Klein) по проекту архитектора Георга Шмальца. Фирма базировалась в Бенрате с 1876 года и занималась производством листового металла.

## Особенности архитектуры
Здания построены из красного кирпича. Имеет черепичную шатровую (четырёхскатную) крышу с плоскими слуховыми окнами (технические требования к зданию 1922 года предусматривали использование чёрной черепицы). Оси окон расположены равномерно. Входы в квартиры находятся как с северной и южной узких сторон, так и со стороны Айнзидельштрассе; последние сочетаются попарно в виде упрощённых веранд при входе в жильё. Крылечки имеют два главных арочных проёма из фасадных палисадников и два прямоугольных проёма в своих узких сторонах. Над плоскими крышами веранд два небольших люка освещают верхний этаж в районе лестниц. В противоположной части каждого жилого комплекса устроены двери, ведущие на садовые участки и к хозяйственным постройкам.
Доступ к квартирам на верхнем этаже осуществляется по  лестницам, расположенным слева от входа в дом; правый вход ведет в квартире первого этажа. Входы в дом с узких северной и южной сторон жилого комплекса ведут как в квартиру на первом этаже, так и в квартиру на втором этаже. Садовые навесы построены из кирпича и покрыты черепичной крышей.

## Охранное значение
Весь объект в целом, жилые квартиры и садовые строения представляет собой замечательный образец рабочего жилья 1920-х годов. С его фасадными верандами он имеет высокий уровень дизайна, а его внешняя концепция напоминает англосаксонские террасные дома. В отличие от обычных рабочих жилых домов того времени, предусматривавших общую застройку этажей, здесь реализована очень современная на вид самостоятельная застройка этажей. По конструктивным и концептуальным аспектам объект является памятником истории и архитектуры. С точки зрения социальной истории, он свидетельствует о заботе крупного коммерческого предприятия о жилищных условиях своих рабочих, включая предоставление ванных комнат.